# Raappana (musicien)
Pour les articles homonymes, voir Raappana.

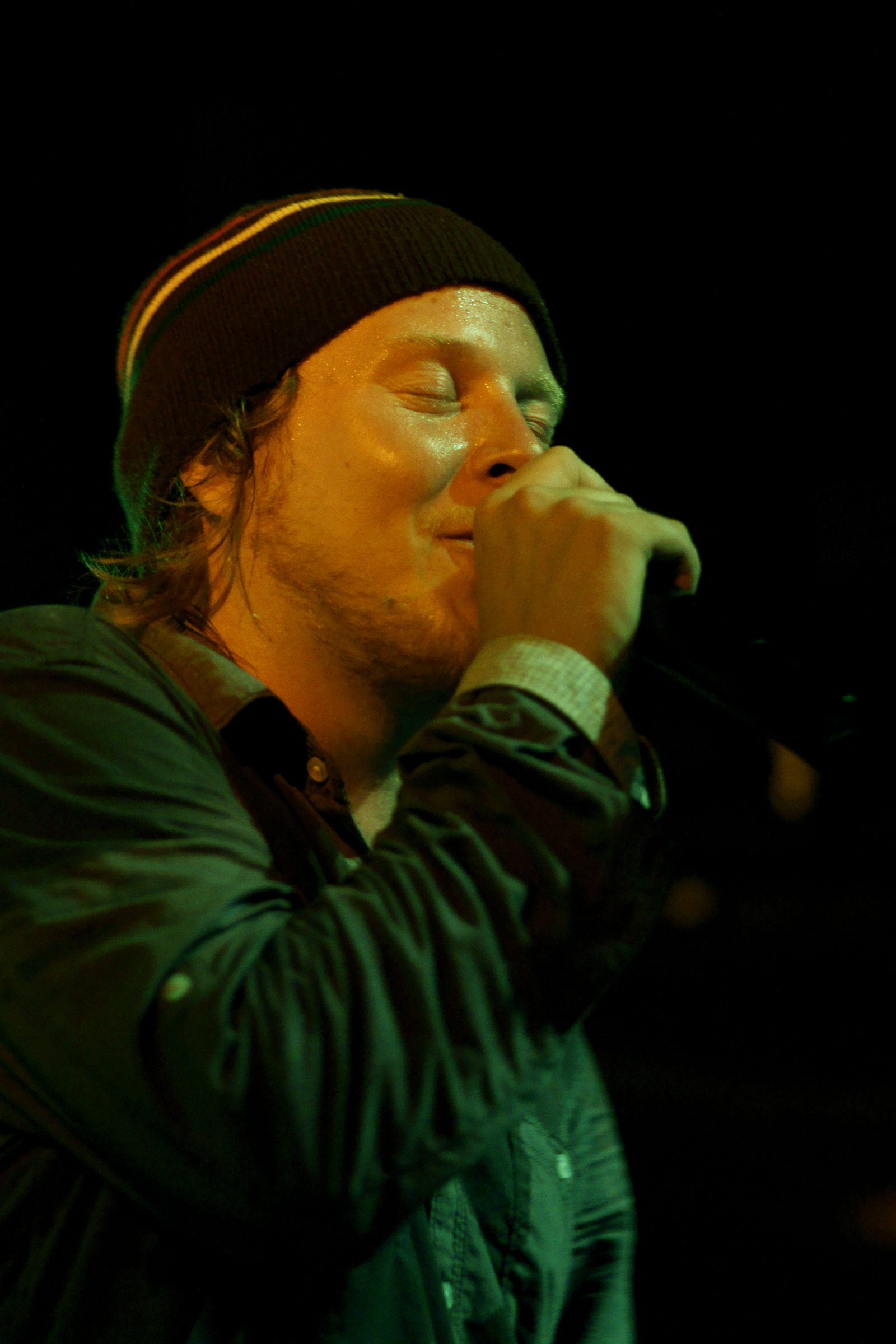
Raappana

Raappana, de son vrai nom Janne Pöyhönen, est un musicien finlandais de reggae originaire de Lahti. Son premier album est sorti le 3 octobre 2007.

## Discographie

### Albums
- Päivä on nuori (2007) ;
- Maapallo (2010) ;
- Ilta on nuori (album remix, 2010).